# Holt (pays de Galles)
Pour les articles homonymes, voir Holt.
Holt est un village (qui fut au Moyen Âge un marché) et une commune du comté de Wrexham, aux confins du pays de Galles et de l'Angleterre. Son château a été construit sur ordre d'Édouard I, peu après la conquête du pays de Galles en 1277.
Farndon se trouve de l'autre côté de la Dee.

## Histoire

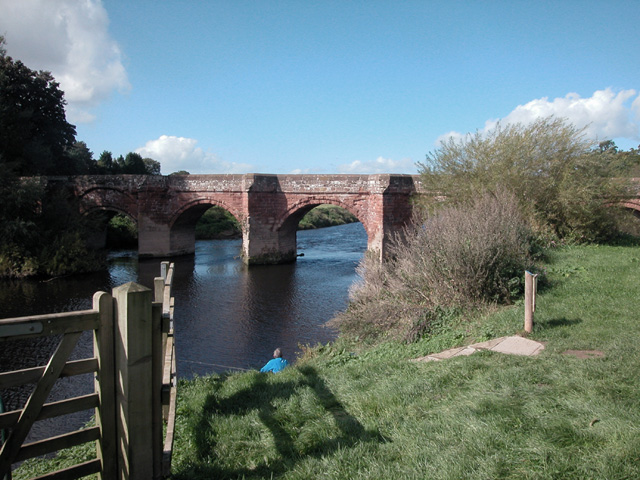
Le pont reliant Holt à Farndon.

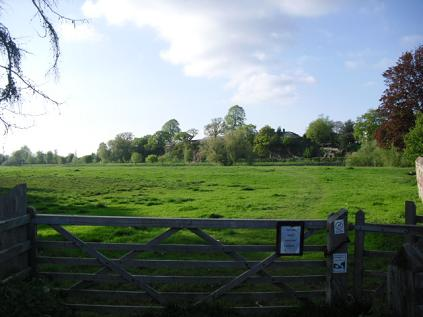
Site de l'atelier de céramique de Bovium, dépendant du camp romain de Chester.

Le district était occupé au moins dès l'ère romaine. Une briqueterie (parfois identifiée avec  Bovium) fournissait en céramiques le camp romain Deva Victrix (l'actuelle ville de Chester), à 13 km. Les ateliers se trouvaient juste en aval du village. Au début du XXe siècle, six tourailles, des thermes romains, des abris et une caserne ont été dégagés sur les rives de la Dee. On a mis au jour trois urnes cinéraires de l'Âge du bronze.
Il y a une croix de marché médiévale au centre du village.
Le pont de Farndon est un édifice classé du XIVe siècle. Ce pont à arches en grès franchissant la  Dee, relie Holt au village voisin de Farndon.

## L'égliseSaint-Chad
Bien que les plus anciennes sources mentionnant cette église ne remontent qu'à 1379, on pense que sa construction date des années 1280. Elle a été agrandie par la suite et entièrement redessinée à la fin du XVe siècle sous la protection de Sir William Stanley. Elle a subi plusieurs déprédations au cours de la Première révolution anglaise, alors qu'elle était occupée par les forces parlementaristes : on peut encore y voir des traces d'impact de cette période. L'église a été réparée en 1732 et les crucifix ont été déposés.
Un nouveau chantier de réparation a été mis sur pied entre 1871 et 1873 à l’initiative de la commission ecclésiastique. Ewan Christian a été chargé de la réparation du chancel et John Douglas, du reste de l’église : il a fallu gratter le crépi à la chaux des murs intérieurs et étayer les voûtes de fondation du clocher. De nouveaux panneaux de chêne ont été posés entre le chancel et les chapelles, les bancs d'église ont été remplacés dans le chœur et la nef. Plusieurs ex-votos ont été supprimés et les remplages des vitraux, réparés.
Les cloches ont été remises en place en 1896, le clocher a reçu une nouvelle girouette en 1897, et l'horloge a été remplacée en 1902. En 1960, l'église a été équipée d'un chauffage central et d'un éclairage électrique, et en 1963, de nouvelles réparations ont été menées sur le clocher et la toiture.

### Architecture

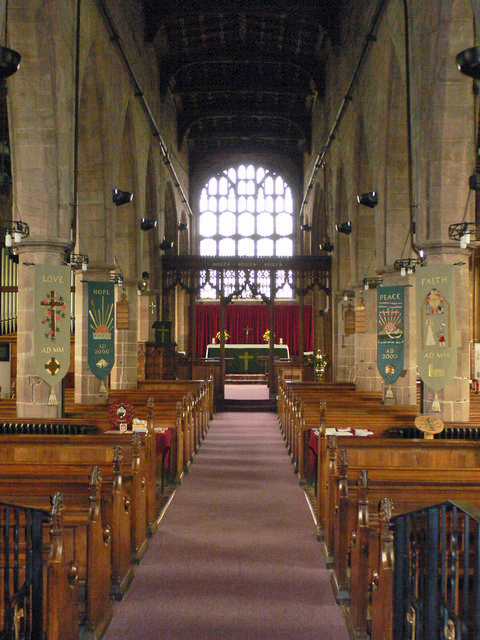
Intérieur de l’église dans la direction du chancel

L’église est construite en grès rouge. Son plan s'articule autour d'une nef à cinq baies dépourvue de claire-voie, d'un chancel à double baie, de deux ailes nord et sud (cette dernière plus grande que l'autre), et d'un clocher à l'ouest. Le baptistère, ancienne chapelle de Notre-Dame, se trouve au bout de l'aile sud. L'orgue est abritée dans l'aile nord et jouxte une autre chapelle. Les arcades de la nef, ainsi que le clocher (un peu postérieur) sont de style décoré. Le reste de l'église est pour l'essentiel de style perpendiculaire. Son clocher au parapet crénelé possède quatre étages. La couverture est en terrasse, avec une girouette au nord et un mât au centre. Les coins sont munis de gargouilles. Aux coins sud-ouest et nord-ouest, et du côté nord se trouvent des arcs-boutants ; un escalier à vis côté sud.

### Intérieurs
Les fonts baptismaux, somptueusement sculptés et arborant les armes de la maison de Bromfield, datent du début des années 1490. Il y a dans l'aile au sud du chancel une piscine sculptée rapportée d'une autre église. Une plaque commémorative dans l'aile du chancel nord est datée de 1666. L'orgue à double-clavier est un instrument Norman & Beard de 1910 rapporté et réassemblé en  1976 d'une église du Nord de l'Angleterre. Le carillon à six cloches a été coulé au XVIIIe siècle par les Rudhall de Gloucester. L'église porte les stigmates de combats de la Première Révolution anglaise : la façade ouest est percluse de balles de mousquet, tandis que le parement nord est défiguré par trois impacts,. Une tablette de bronze comporte un acrostiche où l'on retrouve le nom de : « Thomas Crue. »
Le cimetière abrite la sépulture de quatre combattants anglais de la Première Guerre mondiale.